# The Brogues
The Brogues est un groupe américain de rock, originaire de Merced, en Californie. Il est formé en 1964 et dissous l'année suivante. Il est surtout connu pour avoir compté dans ses rangs le chanteur et guitariste Gary Cole (alias Gary Duncan) et le batteur Greg Elmore, qui deviendront par la suite membres de Quicksilver Messenger Service. Les autres membres du groupe sont Eddie Rodrigues à la guitare solo, Rick Campbell à l'orgue et Bill Whittington à la basse.
Le groupe n'a enregistré en tout et pour tout que six chansons : Someday et Journey, issues d'une session de démo, et deux singles : Someday / But Now I Find et (I Ain't No) Miracle Worker / Don't Shoot Me Down, parus chez Challenge Records en juillet et novembre 1965 respectivement. La plus connue du lot est (I Ain't No) Miracle Worker, reprise sur les compilations Nuggets: Original Artyfacts from the First Psychedelic Era, 1965-1968 et Trash Box. Sa face B, Don't Shoot Me Down, apparaît dans le volume 10 des compilations Pebbles.

## Biographie
Les membres ont tous fait l'expérience du circuit RnB avant de s'unir pour former un groupe inspiré par la British Invasion, en particulier du style musical de the Animals et the Pretty Things. Leur nom, the Brogues, est choisi pour « représenter la musique américaine à l'accent britannique ». La formation original, qui comprend Eddie Rodrigues (guitare solo), Rick Campbell (orgue), Greg Elmore (batterie) et Bill Whittington (basse), commence à jouer au réveillon du Nouvel an, et gagne l'estime de la population locale de Merced, et d'une présence émergente à San Francisco. Les Brogues se donne une image rebelle et joue des reprises RnB britanniques comme Hubble Bubble Toil and Trouble et Mama Keep Your Big Mouth Shut.
À l'origine, les performances énergiques scéniques des Brogues sont mal reçues par la scène folk bourgeonnante de San Francisco. Néanmoins, la région commence à apprécier son style musical, et, après avoir remarqué leur grandissante notoriété, les Brogues enregistrent quelques démos à Fresno. Même s'ils n'attirent pas l'intérêt, le groupe est présenté à Clara Thompson du petit label Hush Records qui, après avoir écouté les bandes, demande immédiatement à son fils de signer les Brogues au label. Le 23 juin 1965, le groupe entre au Coast Recorders Studio de San Francisco pour enregistrer deux morceaux originaux, Somebody et But Now I Find. Somebody, qui voit Campbell passer à la basse et Whittington à la guitare acoustique, est un morceau folk rock. Le dernier, But Now I Find, représente mieux le son live du groupe aux arrangements instrumentaux dignes des Kinks. En août 1965, Somebody est publié comme premier single, et atteint la 31e place de la radio KAFY de Bakersfield, et la 14e de la radio KYOS.
Grâce au succès régional du single, le groupe tourne avec notamment The Zombies, Jewel Akens, et Shirley Ellis. Après une performance à Stockton, avec le groupe local The Ratz, the Brogues recrutent leur chanteur Gary Cole (Gary Duncan). Leur séjour à San Francisco arrivant à sa fin, le groupe entre aux Sunset Recorders de Los Angeles pour enregistrer leur single pour Challenge Records, qui a acquis les droits de distribution pour Somebody. En manque de temps, le groupe enregistre, avec Annette Tucker et Nancie Mantz, le morceau I Ain't No Miracle Worker, et compose Don't Shoot Me Down en studio. Cependant, I Ain't No Miracle Worker ne parvient pas à percer à l'international, car leur label a préféré promouvoir le hit Lies des Knickerbockers. Depuis sa sortie initiale, I Ain't No Miracle Worker sera considéré comme un groupe de garage rock classique, et sera réédité dans la compilation Nuggets: Original Artyfacts from the First Psychedelic Era, 1965-1968. The Brogues se séparent avant même de promouvoir le single lorsque Rodrigues et Campbell sont enrolés dans l'armée, et que le groupe ne peut trouver de remplaçants convenables.
Après la séparation du groupe, Duncan et Elmore restent à San Francisco et forment le groupe de rock psychédélique Quicksilver Messenger Service. De son côté, Whittington se joint au groupe de folk rock the Family Tree. En 1996, Sundazed Records sort un EP qui comprend les deux singles des Brogues.